# Busserolles
 Busserolles  (en occitano Bussairòla) es una población y comuna francesa, situada en la región de Aquitania, departamento de Dordoña, en el distrito de Nontron y cantón de Bussière-Badil.

## Demografía
| 941 | 818 | 728 | 616 | 569 | 507 |
| Para los censos de 1962 a 1999 la población legal corresponde a la población sin duplicidades (Fuente: INSEE [Consultar]) |     |     |     |     |     |